# 土人参科
土人参科（学名：Talinaceae）是一個由兩個屬和 28 種被子植物組成的科，包括灌木、木質藤本和草本植物，原產於美洲、非洲和馬達加斯加。該科是根據被子植物APG III分類法（Angiosperm Phylogeny Group III）的研究而新認定的，旨在解決長期以來在石竹目內放置各屬時所遇到的系統發生難題。